# Zambias provinser
Zambia är indelat i 10 provinser. Provinserna är i sin tur indelade i 103 distrikt.

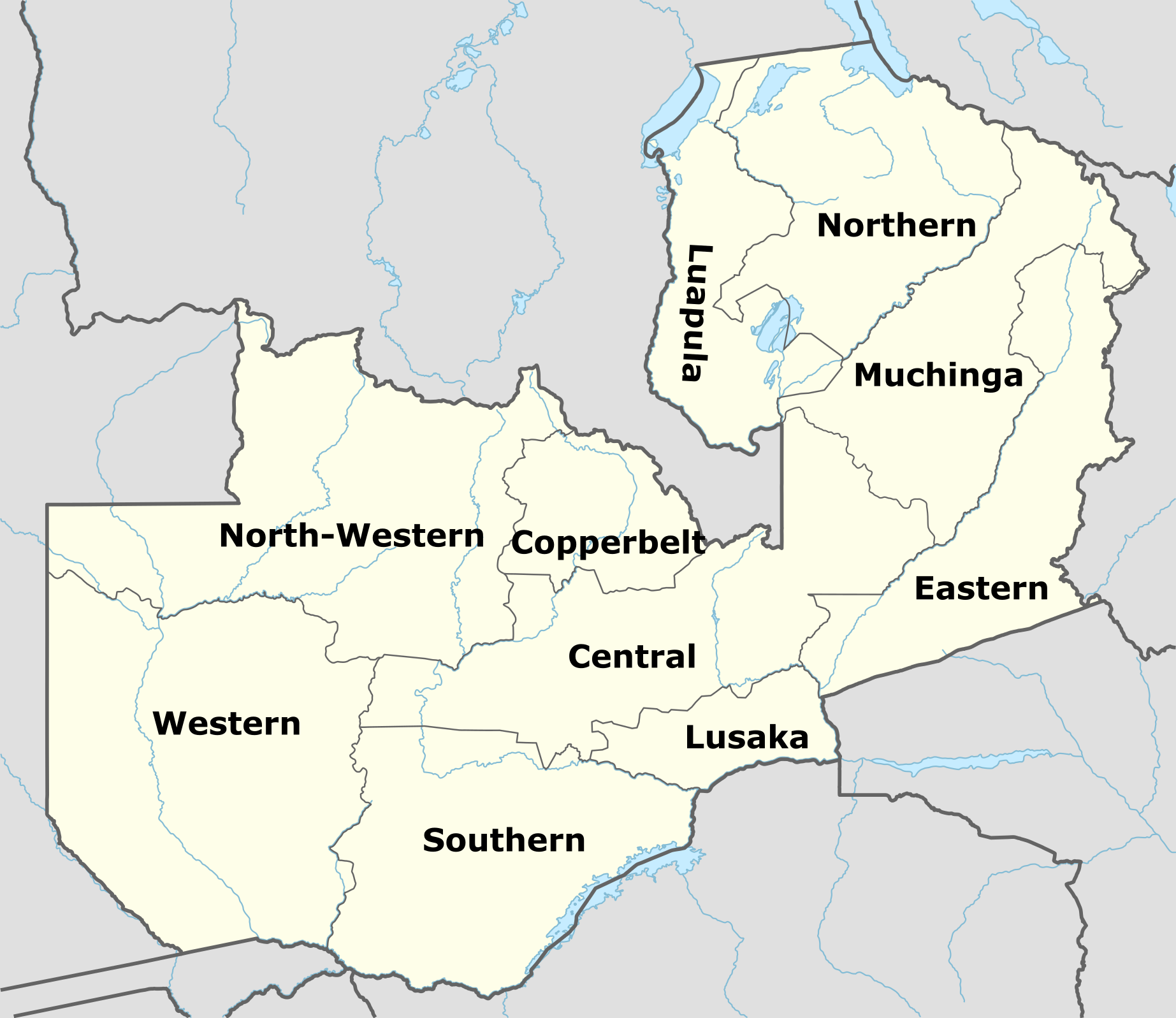
Zambias provinser

| Provins       | Huvudstad | Yta (km²) | Invånare   | Inv./km² | Distrikt | Karta |
| ------------- | --------- | --------- | ---------- | -------- | -------- | ----- |
| Central       | Kabwe     | 94 394    | 1 307 111  | 13,4     | 11       |       |
| Copperbelt    | Ndola     | 31 328    | 1 972 317  | 62,5     | 10       |       |
| Eastern       | Chipata   | 51 476    | 1 592 661  | 24,7     | 9        |       |
| Luapula       | Mansa     | 50 567    | 991 927    | 19,0     | 11       |       |
| Lusaka        | Lusaka    | 21 896    | 2 191 225  | 100,4    | 8        |       |
| Muchinga      | Chinsali  | 87 806    | 711 657    | 8,1      | 7        |       |
| North-Western | Solwezi   | 125 826   | 727 044    | 5,6      | 9        |       |
| Northern      | Kasama    | 77 650    | 1 105 824  | 14,2     | 9        |       |
| Southern      | Choma     | 85 283    | 1 589 926  | 18,8     | 13       |       |
| Western       | Mongu     | 126 386   | 902 974    | 7,0      | 16       |       |
| Zambia        | Lusaka    | 752 612   | 13 092 666 | 17,3     | 103      |       |